# HD16545
HD16545 — хімічно пекулярна зоря спектрального класу A0, що має видиму зоряну величину в смузі V приблизно 7,4.
Вона  розташована на відстані близько 845,0 світлових років від Сонця.

## Фізичні характеристики
Телескоп Гіппаркос зареєстрував фотометричну змінність даної зорі з періодом 1,62 доби в межах від Hmin= 7,38 до Hmax= 7,31.

## Пекулярний хімічний вміст
Зоряна атмосфера GSC2857-1664 має підвищений вміст Si .